# Ононское
Ононское — село в Шилкинском районе Забайкальского края России, административный центр сельского поселение «Ононское».

## География
Находится в южной части района на расстоянии примерно 40 километров (по прямой)  на юг от города Шилка.

## Климат
Климат резко континентальный с длительной недостаточно снежной зимой и более коротким, теплым, неравномерно увлажненным летом. Зима длится от начала октября до конца марта – начала апреля. Средняя температура воздуха в январе колеблется от -25°С до -29°С. Зима малоснежная. Мощность снежного покрова колеблется от 10-15 см (на пониженных местах) до 20 см (в горах). Лето короткое (от 100 до 115 дней), начинается в конце мая и продолжается до начала сентября. Во второй половине лета выпадает основное количество осадков теплого периода (до 60-80% от годовой суммы), а на реках образуются паводки, иногда переходящие в наводнения. Средние температуры июля составляют +18°С, +20°С, а их максимум может достигать +40°С. Переходные сезоны года короткие (от 35 до 40 дней), при этом для весны характерна ветреная погода.
Часовой пояс
Село Ононское находится в часовой зоне МСК+6. Смещение применяемого времени относительно UTC составляет +9:00.

## История
Официальный год основания села 1935. С 1938 года военно-конный завод, позднее совхоз «Ононский» овцеводческого направления, с 1964 года семеноводческое хозяйство.  

## Население
Постоянное население составляло 1478 человек в 2002 году (русские 96%), 1284 человека в 2010 году. Действуют ГУП «Ононское ОПХ» ЗабНИИСХ, животноводческий комплекс, колбасный, молочный цехи, свиноферма, теплица, пекарня, мельница.

## Инфраструктура
Имеется средняя школа, детсад, сельская участковая больница.